# Grindstugan, Drottningholm

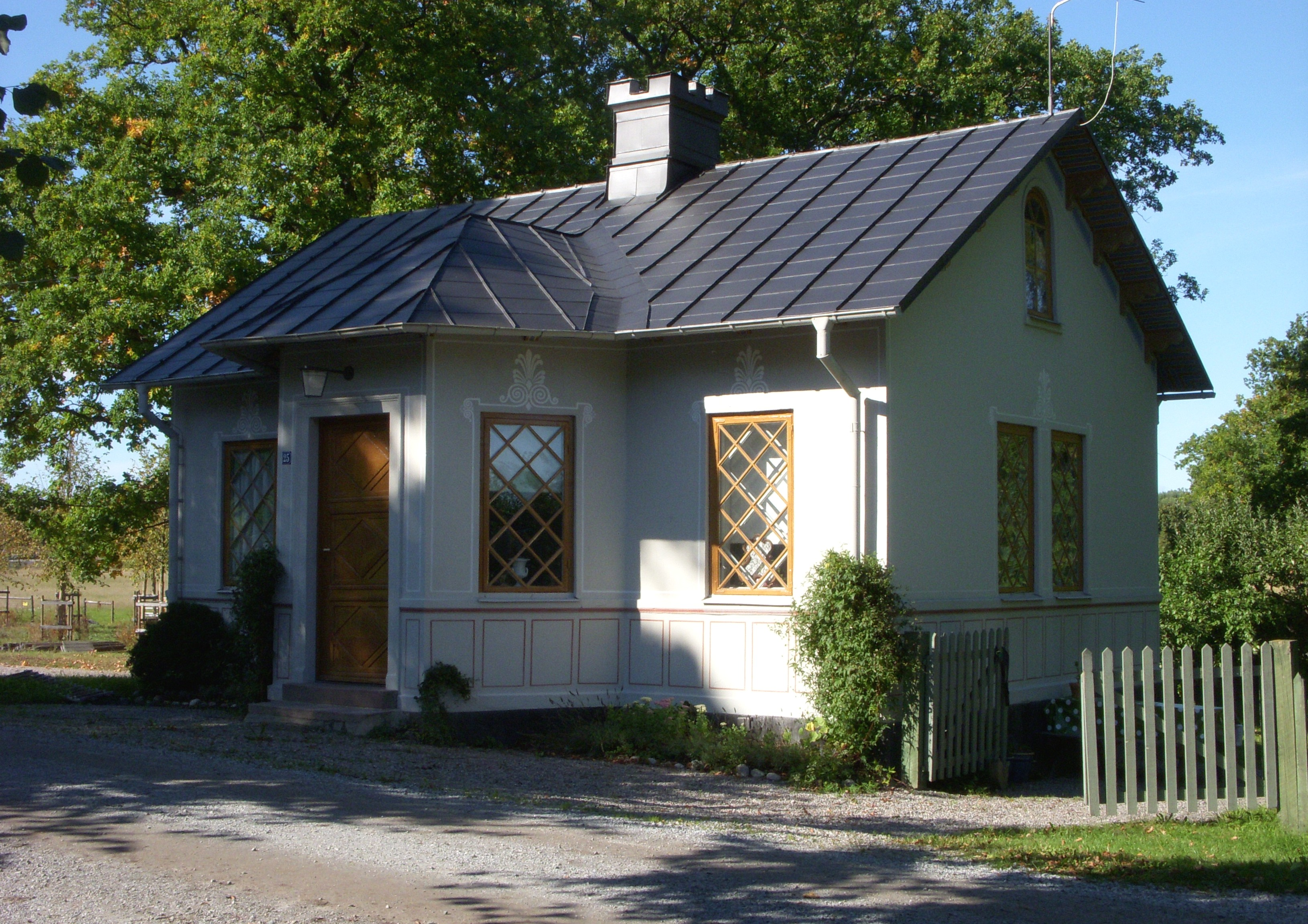
Nymålade "Grindstugan", 2011.

Grindstugan (även Bomstugan) är en tidigare grindstuga på Drottningholms slottsområde, Lovön, Stockholms län. Stugan, som ligger vid lindalléns västra ände, uppfördes 1846–1847 efter ritningar av arkitekt Per Axel Nyström eller möjligtvis av Fredrik Wilhelm Scholander. Grindstugan ingår sedan 1991 i Unescos världsarv. Byggnaden är ett statligt byggnadsminne som ägs och förvaltas av Statens fastighetsverk. Huset hyrs  numera ut som sommarbostad.

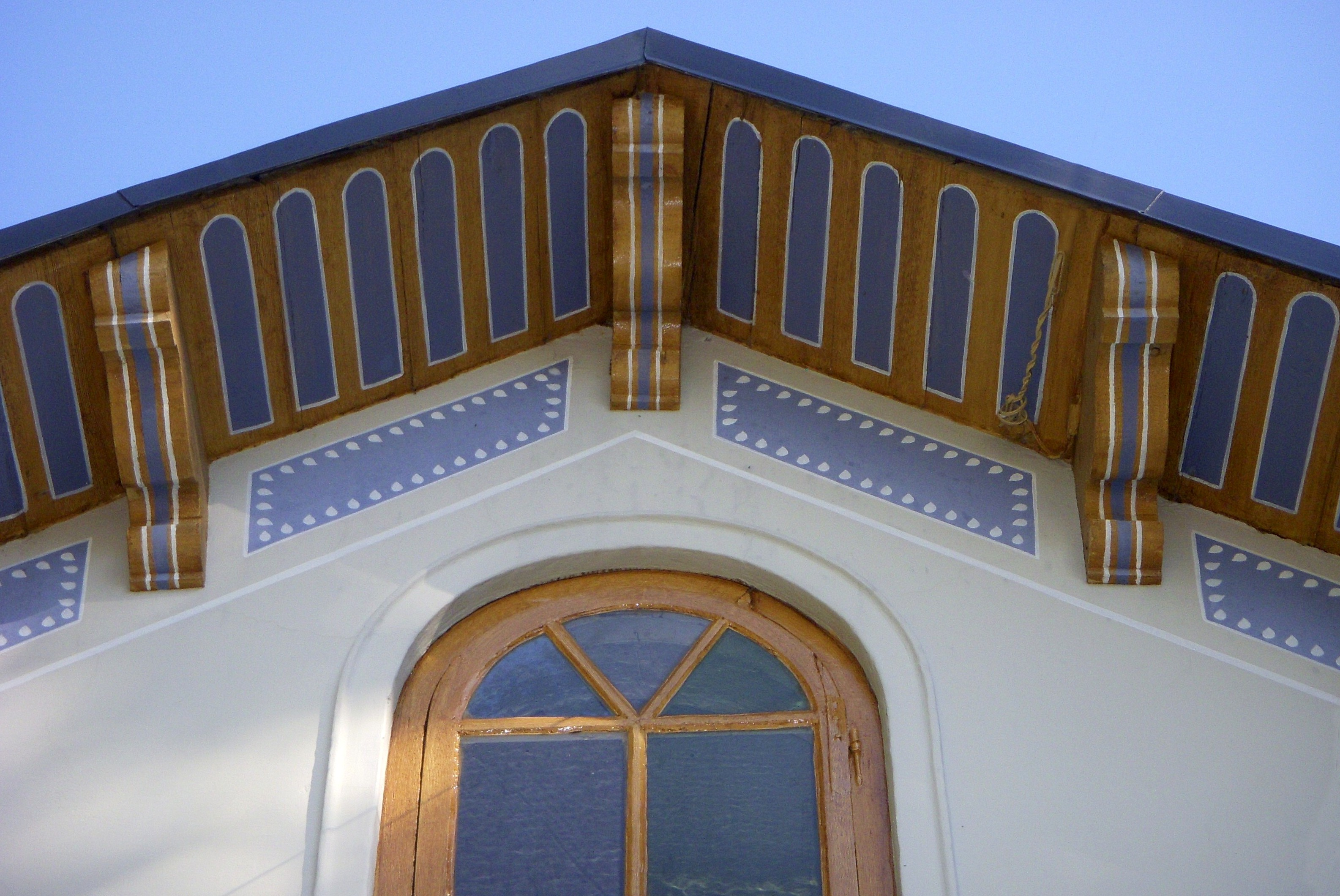
Takfotsdetalj.

Fram till 1900-talets början kunde Drottningholms slottsområde nås via två tillfartsvägar, dels från nuvarande Ekerövägen och dels via barockparkens norra lindallé. Entrén via lindallén var spärrad av två bommar, en vid Slottsstallet i öst och en vid lindalléns västra slut, inte långt från Cantongatan, därför kallades den senare även Cantonbommen. Här uppfördes 1846–1847 ett litet boningshus för bomvakten. Som arkitekt figurerar dåvarande slottsarkitekten Per Axel Nyström, enligt andra uppgifter var det Fredrik Wilhelm Scholander som ritade huset. 
Arkitekten gav huset, som innehåller ett rum och kök, ett dekorativt yttre med in- och utvändigt bröstningspanel, diagonalställda fönsterspröjsar, dekorationsmålad takfot och en krenelerad skorstenstopp som påminner om ett litet försvarstorn. Den utskjutande entrédelen gav bomvakten möjlighet till uppsikt över vägen. Stugan restaurerades på 1990-talet, då fick exteriören sitt ursprungliga utseende tillbaka. Fasaden med snickerierna ommålades i september 2011.